# S:t Mårtens kyrkoby
S:t Mårtens kyrkoby (finska: Marttilan kirkonkylä) är en tätort (finska: taajama) och centralort i S:t Mårtens kommun i landskapet Egentliga Finland i Finland. Vid tätortsavgränsningen den 31 december 2021 hade S:t Mårtens kyrkoby 915 invånare och omfattade en landareal av 4,07 kvadratkilometer.